# ترو بوردمن
ترو بوردمن (انگلیسی: True Boardman؛ ۲۱ آوریل ۱۸۸۲ – ۲۸ سپتامبر ۱۹۱۸) یک هنرپیشه سینما و تئاتر اهل ایالات متحده آمریکا بود.
او مابین سال‌های ۱۹۱۱ تا ۱۹۱۹ میلادی در ۱۳۷ فیلم بازی کرد و از قربانیان همه‌گیری ۱۹۱۸ آنفلوآنزای اسپانیایی بود.
از فیلم‌های او می‌توان به تارزان فرزند گوریل‌ها اشاره نمود. پسر او در دوران خردسالی در چندین فیلم چارلی چاپلین بازی کرد.